# 白鳥座 (グループ)
白鳥座（はくちょうざ）は、さだまさしプロデュースによるフォークグループ、コーラス・グループ。1981年プロデビューの後、数度のメンバー変更を経て1991年に活動「停止」。
コンサートやラジオ番組などの活動とともに、さだまさしコンサートのゲストやレコーディングに参加した。レコード化されなかった曲も多い。

## 来歴

### MAST
さだまさしの個人事務所である「さだ企画」の社員であった森谷・高比良・佐田・阿部の4人が1979年頃からアマチュアとして活動していた「MAST」（メンバー4人のイニシャルが由来）を、さだまさしの個人レーベルであった「フリーフライトレコード」初の新人として抜擢しプロデビューさせた。
森谷は、さだと大学の同窓でありグレープ時代からの付き合いがあった。1979年のクラフト解散後にディレクターを志望して入社し、後進の指導にあたっていた。
高比良は、さだに高校在学時から講評を受け続け、さだがソロデビューした時のバックバンドで初代のベースを担当した。大卒後に入社しステージの裏方や一般事務を担当。
佐田は、さだの妹で「さだ企画」の設立とともに第一号社員として志願。ステージの裏方や一般事務などを担当。
阿部は、さだとは高校在学時に渡辺俊幸の紹介でグレープ時代に引き合わされる。一度は「無理」と突き放されるが、裏方や一般事務を担当しながらボーカリストとして訓練を積む。

### 第1期
唯一のプロ経験を持つ元クラフトのメンバーでもあった森谷有孝をリーダーに1981年7月7日、代々木山野ホールにて公式デビュー。6月25日シングル『かもめ』でレコード・デビュー。それに先立つ5月8日に、さだまさしもソロ転向後の1stコンサートをおこなった長崎NBCビデオホールでファーストコンサートを開催する。
- 森谷有孝（もりや くにたか、1950年9月30日 - ）
  - 神奈川県茅ヶ崎市出身。リーダー、ギター、作曲、ボーカルを担当。
- 高比良豊（たかひら ゆたか、1957年3月6日 - ）
  - 長崎市出身。作詞、作曲、ピアノ、ギター、ボーカルを担当。
- さだれい子（さだ れいこ、1957年5月7日 - ）
  - 長崎市出身。ボーカル、ギター、キーボードを担当。
- 阿部恵（あべ めぐみ、1958年9月9日 - ）
  - 東京都品川区出身。ボーカル、キーボード、作詞・作曲を担当。

### 第2期
1983年にリーダーの森谷が引退し、土井晴人が加入。たかひらが2代目のリーダーとなる。
同年7月にファンクラブ「はばたけ白鳥座」発足。同名の会報「はばたけ白鳥座」を隔月で発行。
1986年7月8日にデビュー丸5年でライブステージ500回を達成。
- たかひらゆたか（リーダー）
- さだれい子
- あべめぐみ
- 土井晴人（どい はると、1962年2月16日 -）
  - 金沢市出身。ギター、ボーカルを担当。後に土井合人と改名した時期もある。

### 第3期
1988年に、土井晴人と佐田玲子が相次いでソロに転向。新メンバーを4人迎える。
1991年3月の、さだまさしコンサート（第8回まさしんぐWORLDコンサート〜RATS FINAL）をもって活動を「停止」。
- たかひらゆたか（リーダー）
- あべめぐみ
- ボギー鈴木（ボギー すずき）
- ダボ原田（ダボ はらだ）
- トリプル崎久保（トリプル さきくぼ）-キーボード
- 秋田けん（あきた けん）本名:（故）秋田俊哉

### 再結成
2002年夏、佐田玲子のライブツアー「七夕の月」にて、同ライブのアンコールで第2期「白鳥座」が勢揃いして、再結成が実現した。ヤクルトホールでの東京公演では初代リーダーの森谷有孝も会場におり、この公演はビデオ『佐田玲子コンサート〜七夕の月』として発売された。
2006年12月6日発売の佐田玲子のアルバム『懐郷』に第2期メンバーがコーラスとして参加、さらにボーナス・トラックとして「星ちゃんに捧げる歌」が収録された。
2007年3月、佐田玲子の懐郷ツアーにおいて東京・名古屋・大阪の3ライブハウスにて再結成ライブを開催。ライブでは、佐田玲子が3曲歌った後、白鳥座の登場となり、13曲を披露した。2008年3月、長崎・福岡・大分でアンコールコンサートを開催。その後も不定期に活動を続けた。
- たかひらゆたか
- 佐田玲子
- 佐藤めぐみ（さとう めぐみ） - 旧姓・阿部
- 土井晴人

2017年には、たかひら、佐藤、土井の3名が「白鳥座family」としてコンサートを行う。その後、今後の活動についての話し合いがメンバー4人のあいだで持たれ、5月末での「白鳥座」休止と佐田のソロ活動継続、残りの3名は8月から新たに「白鳥」（しらとり）を結成してそれぞれの本業の傍ら音楽活動を続けると表明した。

## ディスコグラフィ

### シングル
| #                                     | 発売日                 | タイトル                       | B面                    | 規格                   | 規格品番               |
| フリーフライトレコード                | フリーフライトレコード | フリーフライトレコード         | フリーフライトレコード | フリーフライトレコード | フリーフライトレコード |
| ------------------------------------- | ---------------------- | ------------------------------ | ---------------------- | ---------------------- | ---------------------- |
| 1st                                   | 1981年6月25日          | かもめ                         | 日めくり               | EP                     | FFR-1502               |
| 2nd                                   | 1982年4月25日          | 心にスニーカーをはいて         | サークルゲーム         | EP                     | FFR-1505               |
| 3rd                                   | 1982年8月25日          | ひとつ覚えの歌                 | 夜汽車まで             | EP                     | FFR-1506               |
| 4th                                   | 1983年4月23日          | 記念樹                         | コスモス便り           | EP                     | FFR-1509               |
| 5th                                   | 1983年10月26日         | 鬼無里村から                   | “幸せになれ”なんて     | EP                     | FFR-1512               |
| 6th                                   | 1984年9月25日          | 北の空 Love Song               | 故郷の風は、今         | EP                     | FFR-1514               |
| ワーナー・パイオニア / WARNER RECORDS |                        |                                |                        |                        |                        |
| 7th                                   | 1985年7月25日          | つばさ                         | ドリーミィ・タウン     | EP                     | K-1553                 |
| フリーフライトレコード                |                        |                                |                        |                        |                        |
| 8th                                   | 1986年8月25日          | さよならの少し前               | Tokyo Collection       | EP                     | FFR-1519               |
| 9th                                   | 1987年10月25日         | 愛をつないで 〜CHAIN OF LOVE〜 | 夏のページ             | EP                     | FFR-1522               |

#### コラボレーション・シングル
| 名義                   | 発売日                 | タイトル               | B面                    | 規格                   | 規格品番               |
| フリーフライトレコード | フリーフライトレコード | フリーフライトレコード | フリーフライトレコード | フリーフライトレコード | フリーフライトレコード |
| ---------------------- | ---------------------- | ---------------------- | ---------------------- | ---------------------- | ---------------------- |
| さだまさし with 白鳥座 | 1990年7月10日          | 長崎から               | 長崎小夜曲'90          | 8cmCD                  | WPDF-4166              |

### アルバム

#### オリジナル・アルバム
|                        | 発売日                 | タイトル               | 規格                   | 規格品番               |
| フリーフライトレコード | フリーフライトレコード | フリーフライトレコード | フリーフライトレコード | フリーフライトレコード |
| ---------------------- | ---------------------- | ---------------------- | ---------------------- | ---------------------- |
| 1st                    | 1982年7月25日          | 白鳥座                 | LP                     | FFR-12502              |
| 2nd                    | 1984年3月25日          | DENEB                  | LP                     | FFR-12508              |

#### ベスト・アルバム
|                        | 発売日                 | タイトル               | 規格                   | 規格品番               |
| フリーフライトレコード | フリーフライトレコード | フリーフライトレコード | フリーフライトレコード | フリーフライトレコード |
| ---------------------- | ---------------------- | ---------------------- | ---------------------- | ---------------------- |
| 1st                    | 1986年11月28日         | シングルス             | CD                     | 32XF-18                |

### 参加作品
| 発売日         | 商品名                                                                           | 楽曲                                                   | 備考                                                                  |
| -------------- | -------------------------------------------------------------------------------- | ------------------------------------------------------ | --------------------------------------------------------------------- |
| 1985年8月25日  | 銀河漂流バイファム オリジナル ビデオ Part2 “ケイトの記憶” 涙の奪回作戦!! 新BGM集 | - つばさ - スターダスト・ララバイ - ドリーミィ・タウン | OVA『銀河漂流バイファム “ケイトの記憶” 涙の奪回作戦!!』主題歌・挿入歌 |
| 1989年11月10日 | 夏・長崎から'89 / さだまさし                                                     | - Yes, We Can - いつまでも                             | ライブ盤                                                              |
| 2006年12月6日  | 懐郷 / 佐田玲子                                                                  | - 星ちゃんに捧げる歌                                   | ボーナストラック（新録音）                                            |

### タイアップ
| 曲名                           | タイアップ                                                                                    | 収録作品                                   |
| ------------------------------ | --------------------------------------------------------------------------------------------- | ------------------------------------------ |
| 心にスニーカーをはいて         | '82全日空北海道キャンペーン・テーマソング                                                     | シングル「心にスニーカーをはいて」         |
| 記念樹                         | フジテレビ系ドラマライオン奥様劇場『あなたの女房よ』主題歌                                    | シングル「記念樹」                         |
| 北の空 Love Song               | フジテレビ系全国ネット『母ちゃんの牧場』(制作・東海テレビ)主題歌                              | シングル「北の空 Love Song」               |
| 故郷の風は、今                 | フジテレビ系全国ネット『母ちゃんの牧場』挿入歌                                                | シングル「北の空 Love Song」               |
| つばさ                         | 銀河漂流バイファム オリジナル・ビデオPART II “ケイトの記憶”涙の奪回作戦!!主題歌               | シングル「つばさ」                         |
| ドリーミィ・タウン             | 銀河漂流バイファム オリジナル・ビデオPART II “ケイトの記憶”涙の奪回作戦!!エンディング・テーマ | シングル「つばさ」                         |
| 愛をつないで 〜CHAIN OF LOVE〜 | 赤い羽根40周年記念ソング                                                                      | シングル「愛をつないで 〜CHAIN OF LOVE〜」 |
| 長崎から                       | 長崎旅博覧会・勝手に応援歌                                                                    | コラボレーションシングル「長崎から」       |

## 初期のラジオ番組
- 青春 まっ只中（長崎放送）
- 続・ひきだしのすみっこ（九州朝日放送）
- ゆめいくみ・はっぴ（北陸放送）